# La Montagne qui accouche
La Montagne qui accouche est la dixième fable du livre V de Jean de La Fontaine situé dans le premier recueil des Fables de La Fontaine, édité pour la première fois en 1668.
Jean de La Fontaine, « La montagne qui accouche »,  Fables, Livre V, fable 10, 1668
      Une Montagne en mal d'enfant
       Jetait une clameur si haute, 
       Que chacun, au bruit accourant,
       Crut qu'elle accoucherait, sans faute,
D'une cité plus grosse que Paris ;
        Elle accoucha d'une souris.
        Quand je songe à cette fable,
        Dont le récit est menteur
        Et le sens est véritable, 
        Je me figure un auteur
       Qui dit : Je chanterai la guerre
Que firent les Titans au Maître du tonnerre.»
C'est promettre beaucoup : mais qu'en sort-il souvent ?
                           Du vent.